# Eupithecia linda
Eupithecia linda là một loài bướm đêm trong họ Geometridae.